# Papyrus Carlsberg

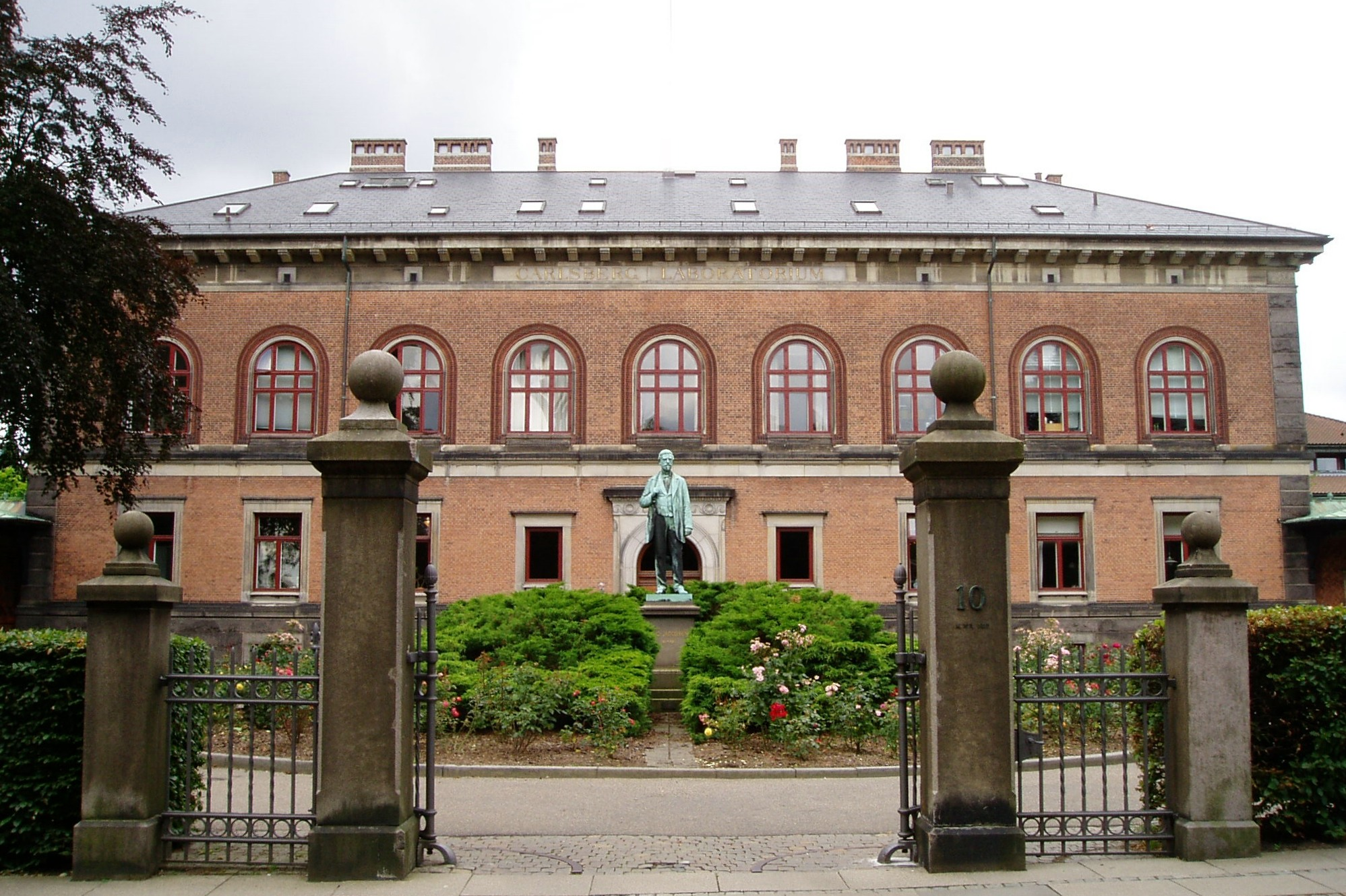
Fondation Carlsberg, qui grâce à des fonds a permis la création d’une collection de papyrus.

Le papyrus Carlsberg est un ancien papyrus médical égyptien écrit en hiératique. Le recto concerne les maladies oculaires et le verso traite des pronostics de naissance (comment déterminer si une femme est enceinte ; comment déterminer le sexe de l'enfant). Le texte du recto date de la XVIIIe dynastie (vers 1500 avant notre ère), tandis que le verso a été enregistré bien plus tard (vers 1400 avant notre ère). Ce papyrus est l'un des textes médicaux de l'Égypte pharaonique.

## Traduction
Le verso a été publié en 1939 par Erik Iversen, le recto reste inédit.